# Марія Єлизавета Брауншвейг-Вольфенбюттельська
Марія Єлизавета Брауншвейг-Вольфенбюттельська (нім. Marie Elisabeth von Braunschweig-Wolfenbüttel, 7 січня 1638 — 15 лютого 1687) — принцеса Брауншвейг-Вольфенбюттельська з дому Вельфів, донька герцога Брауншвейг-Вольфенбюттелю Августа Молодшого та принцеси Мекленбург-Гюстровської Софії Єлизавети, дружина герцога Саксен-Айзенаху Адольфа Вільгельма, після його смерті — герцога Саксен-Кобургу Альбрехта.

## Біографія

### Ранні роки
Народилась 7 січня 1638 року у Брауншвейзі. Була другою дитиною та єдиною донькою в родині герцога Брауншвейг-Вольфенбюттелю Августа Молодшого та його третьої дружини Софії Єлизавети Мекленбург-Гюстровської. Мала рідного старшого брата Фердинанда Альбрехта, молодший же, Крістіан Франц, прожив кілька місяців. Також в сім'ї зростали єдинокровні старші сиблінги Рудольф Август, Сибілла Урсула, Клара Августа та Антон Ульріх від попереднього шлюбу батька.
Перший час сімейство мешкало у замку Данквардероде, до того як у 1644 році переїхало до резиденції у Вольфенбюттелі. Після Вестфальського миру 1648 року батько підтримував у князівстві спокій та перетворив країну на культурний центр. Матір розвивала придворний театр, в якому, перед обраною публікою, виступали, в основному, члени та родичі герцозької родини.
З кінця 1645 до жовтня 1646 року вчителем Марії Єлизавети та її суродженців був поет Зігмунд фон Біркен.

### Перший шлюб
У 25 років дівчина взяла шлюб із 30-річним герцогом Саксен-Айзенаху Адольфом Вільгельмом. Весілля відбулося 18 січня 1663 у Вольфенбюттелі. Оселилась пара молодята у Айзенаху. У них народилося п'ятеро синів.
Найменший син народився за кілька днів після смерті батька і від народження став правителем Саксен-Айзенаху. Регентство від його імені здійснював герцог Саксен-Маркзулю Йоганн Георг, який доводився немовляті дядьком. Хлопчик був слабким і хворобливим й пішов з життя у віці 2 років. Саксен-Айзенах відійшов Йоганну Георгу.

### Другий шлюб

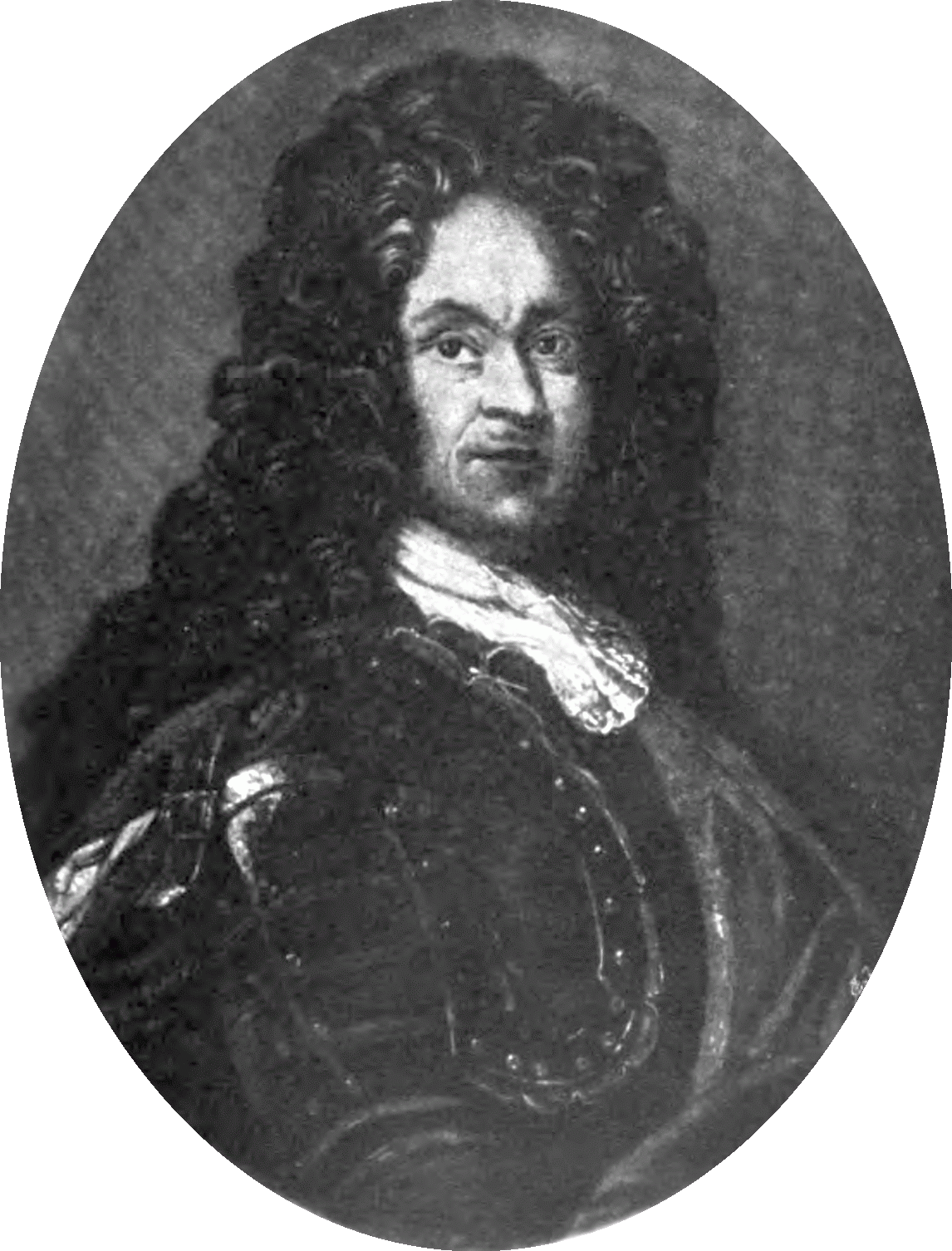
Портрет Альбрехта Саксен-Кобурзького

У 38 років Марія Єлизавета взяла другий шлюб із 28-річним співправителем Саксен-Гота-Альтенбургу Альбрехтом. Вінчання пройшло 18 липня 1676 у Готі. Наречений здійснював володарювання разом зі своїми братами із Готи. Після весілля він обрав своєю резиденцією Заальфельд і у березні 1677 року заклав перший камінь у майбутній Заальфельдський замок. У подружжя народився єдиний син.
У 1680 році відбувся Готський розділ Ернестинських земель, і Альбрехт, в обмін на частину Заальфельду, отримав амт і місто Кобург, амт і місто Нойштадт, Родах, Зоннеберг, монастир Менхреден, амт Зоннефельд та адміністрацію Нойгауза, сформувавши з них герцогство Саксен-Кобург.
Подружжя оселилося в палаці Еренбург у Кобурзі. Зі східного боку резиденції у внутрішньому дворі був розбитий терасовий сад.
Марія Єлизавета мала значний вплив на чоловіка, який, як і вона, був музично обдарованим. На додаток до ранньої літературної діяльності, її досягнення включали популяризацію придворного театру, який відкрився у Кобурзі у 1684 році, та створення живої театральної культури, заснованої на моделі батьківського двору у Вольфенбюттелі.
Герцогиня померла 15 лютого 1687 року в Кобурзі. Була похована у крипті місцевої церкви Святого Моріца.
Її удівець наступного року узяв шлюб із Сусанною Єлизаветою Кемпінською, якій імператор дарував титул імперської княгині.

## Родина
Чоловік  — Адольф Вільгельм
Діти:
- Карл Август (1664—1665) — прожив 1 рік;

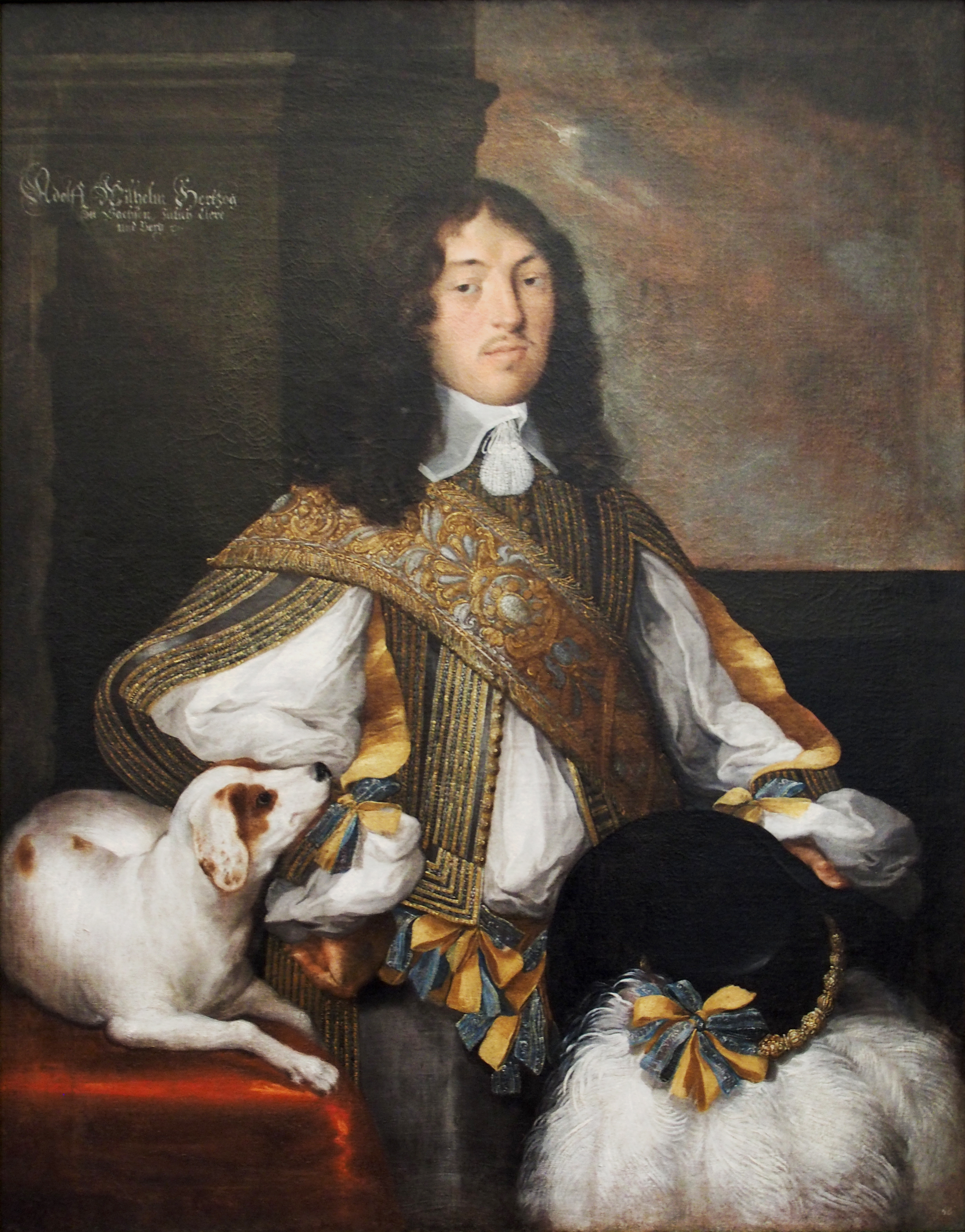
Портрет Адольфа Вільгельма пензля Крістіана Ріхтера

- Фрідріх Вільгельм (2 лютого—3 травня 1665) — прожив 3 місяці;
- Адольф Вільгельм (26 червня—11 грудня 1666) — прожив 5 місяців;
- Ернст Август (1667—1668) — прожив 5 місяців;
- Вільгельм Август (1668—1671) — прожив 2 роки, герцог Саксен-Айзенаху у 1668—1671 роках.

Чоловік —  Альбрехт Саксен-Кобурзький
Діти
- Ернст Август (1677—1678) — прожив 11 місяців.